# Högåstjärnen, Ångermanland
Högåstjärnen är en sjö i Sollefteå kommun i Ångermanland och ingår i Ångermanälvens huvudavrinningsområde. Sjön har en area på 0,0708 kvadratkilometer och ligger 223,2 meter över havet.

## Delavrinningsområde
Högåstjärnen ingår i det delavrinningsområde (705666-153454) som SMHI kallar för Ovan VDRID = Kylån i Fjällsjöälvens vattendragsyta. Medelhöjden är 234 meter över havet och ytan är 35,56 kvadratkilometer. Räknas de 960 avrinningsområdena uppströms in blir den ackumulerade arean 8 252,45 kvadratkilometer. Fjällsjöälven (Sannarån) som avvattnar avrinningsområdet har biflödesordning 2, vilket innebär att vattnet flödar genom totalt 2 vattendrag innan det når havet efter 111 kilometer. Avrinningsområdet består mestadels av skog (70 procent) och sankmarker (12 procent). Avrinningsområdet har 2,35 kvadratkilometer vattenytor vilket ger det en sjöprocent på 6,6 procent.